# École de gouvernement de Blavatnik
La Blavatnik School of Government est une école de politique publique fondée en 2010 à l'Université d'Oxford en Angleterre. L'école a été fondée à la suite d'un don de 75 millions de livres sterling du magnat des affaires Len Blavatnik, soutenu par 26 millions de livres sterling de l'Université d'Oxford. Il fait partie de la Division des sciences sociales d'Oxford, qui vise à former les dirigeants actuels et futurs à la pratique du gouvernement.

## Cours
La Blavatnik School of Government a admis ses premiers étudiants en 2012. Le programme phare de l'école est le Master of Public Policy (MPP), un diplôme d'études supérieures intensif d'un an qui vise à préparer les étudiants à une carrière dans la fonction publique. L'école propose également un doctorat en politique publique (un diplôme de recherche à temps plein de trois ans). Les candidatures sont déposées auprès du bureau central des admissions et du financement des études supérieures de l'Université d'Oxford.
Une gamme de cours de courte durée est également proposée aux professionnels et aux praticiens expérimentés sur des défis politiques spécifiques.

## Institut d'Oxford pour le droit, l'éthique et les conflits armés (ELAC)
L'Oxford Institute for Law, Ethics and Armed Conflict (ELAC) (Institut d'Oxford pour le Droit, l'Éthique et les Conflits Armés) est un programme de recherche interdisciplinaire basé à Blavatnik, qui étudie et vise à renforcer le droit, les normes et les institutions pour restreindre, réglementer et prévenir les conflits armés. L'institut est composé de chercheurs, d'universitaires et de praticiens dans des domaines tels que le droit international, les relations internationales et la philosophie.

## Personnel académique
Le professeur Ngaire Woods est le premier doyen de l'école. Les membres du corps professoral comprennent :
- Dapo Akande, professeur de droit international public
- Paul Collier, professeur d’économie et de politique publique [8]
- Janina Dill, titulaire de la chaire Dame Louise Richardson en sécurité mondiale [9]
- Stefan Dercon, professeur de politique économique
- Pepper Culpepper, titulaire de la chaire Blavatnik en gouvernement et politiques publiques
- Peter Kemp, professeur de politique publique
- Clare Leaver, professeur d'économie et de politique publique
- Anandi Mani, professeur d'économie comportementale et de politique publique
- Aaron Maniam, associé de pratique et directeur, Digital Transformation Education
- Ciaran Martin, professeur de pratique en gestion des organisations publiques
- Karthik Ramanna, professeur de commerce et de politique publique[10]
- Max Roser, professeur de pratique en analyse de données mondiales
- Christopher Stone, professeur de pratique de l'intégrité publique
- Maya Tudor, professeure agrégée de gouvernement et de politiques publiques
- Jonathan Wolff, professeur de politique publique[11].

En août 2017, Bo Rothstein a démissionné de son poste de professeur de gouvernement et de politique publique en signe de protestation contre le soutien de Leonard Blavatnik au comité d'investiture de Donald Trump. Rothstein a ensuite critiqué l'école, déclarant qu'il avait été « excommunié » et interdit d'accès au bâtiment ; l'école et l'université d'Oxford ont nié ces allégations.

## Anciens élèves
Parmi les anciens élèves figurent le plus jeune maire d'Allemagne, Marian Schreier ; le député britannique Keir Mather ; Rafat Al-Akhali, ancien ministre de la Jeunesse et des Sports au Yémen ; Shamma Al Mazrui, la plus jeune ministre de la Jeunesse aux Émirats arabes unis et deux membres du parlement du Panama, Gabriel Silva et Edison Broce 

## Bâtiment
La Blavatnik School of Government est située dans le quartier Radcliffe Observatory de l'Université d'Oxford, avec son entrée principale sur Walton Street . Le bâtiment a été conçu par les architectes Herzog & de Meuron pour promouvoir la discussion ouverte, l'interaction et la collaboration Le forum central s'inspire de l'idée d'ouverture et de transparence et relie tous les étages entre eux. Les travaux de construction ont débuté à l’automne 2013, après quelques controverses, et se sont terminés fin 2015. Le bâtiment est contrôlé par une combinaison de systèmes et de technologies qui aident à minimiser son impact environnemental.
Le bâtiment est plus haut que la tour Carfax au centre d'Oxford, dominant ainsi le site et provoquant l'opposition au projet de la part des résidents locaux du quartier de Jericho de la ville et d'ailleurs,. Le site se trouve immédiatement au sud du café/bar Freud, dans l'église historique de style néo-grec Saint-Paul de 1836, sur Walton Street. Le projet a été contesté par le propriétaire du café, David Freud, en raison de sa taille par rapport au bâtiment de l'église. Le site se trouve également en face du bâtiment classique de l'Oxford University Press. Au printemps 2013, une réunion publique a eu lieu dans l'église Saint-Barnabé et le bâtiment a été décrit comme « une guimauve en béton ». Un mur historique sur Walton Street serait démoli dans le cadre des plans.
Plus tard en 2015, le bâtiment a été décrit comme « le dernier bâtiment remarquable en voie d'achèvement à Oxford ».
En juin 2016, le bâtiment a reçu un prix national RIBA  Le bâtiment a été présélectionné pour le prix Stirling d'excellence en architecture (juillet 2016) et a reçu la plaque de l'Oxford Preservation Trust dans la catégorie « nouveaux bâtiments » (novembre 2016).